# セドリック・カンテ
セドリック・カンテ（Cédric Kanté , 1979年7月6日 - ）は、フランス・バ＝ラン県ストラスブール出身のマリ代表サッカー選手。ポジションはディフェンダー。

## 経歴

### クラブ
カンテは、地元のRCストラスブールの下部組織で育ち、1999年19歳の時にクラブと初めてプロ契約を結んだ。2シーズン在籍の間に7試合に出場し、2001年にはクープ・ドゥ・フランスのタイトルを獲得した。その後、レンタルで加入したリーグ・ドゥのFCイストルとASOAヴァランスで16試合, 32試合とそれぞれで主力の1人として出場機会を増やし、ストラスブール復帰後はレギュラーとして3シーズンで91試合3得点を記録。2004-05シーズン中には主将として臨み、同シーズンのクープ・ドゥ・ラ・リーグ優勝に導いた。
2006年に同カテゴリーのOGCニースへ移籍。1年目は降格寸前の16位と苦しむも、2年目, 3年目は中位を維持するのに貢献した。3シーズンの間にレギュラーとしてリーグ戦で97試合1得点を記録。その後、ギリシャ・スーパーリーグのパナシナイコスFCに移籍した。
2009年6月にパナシナイコスFCへ3年契約で移籍。1年目にリーグ戦と6年ぶりとなるギリシャ・カップのタイトルを獲得し2冠を達成。カップ戦決勝に先発出場し、アリス・テッサロニキFCの攻撃を抑え、1-0の勝利に貢献した。
2012年6月20日、FCソショーに2年契約で移籍した。

### 代表
カンテはフランスに生まれ、母親もフランスのアルザス地域圏出身だったが、父親がマリ共和国出身だったため、マリ代表としてプレーする資格があった。
2011年10月7日のリベリア戦で代表初得点を記録。アフリカネイションズカップには2008年と2012年に出場。後者では主将として大会に臨み、3位に貢献した。

## タイトル
RCストラスブール
- クープ・ドゥ・フランス 2001

パナシナイコス
- ギリシャ・スーパーリーグ 2009-10
- ギリシャ・カップ 2010